# 피터 루거 스테이크 하우스

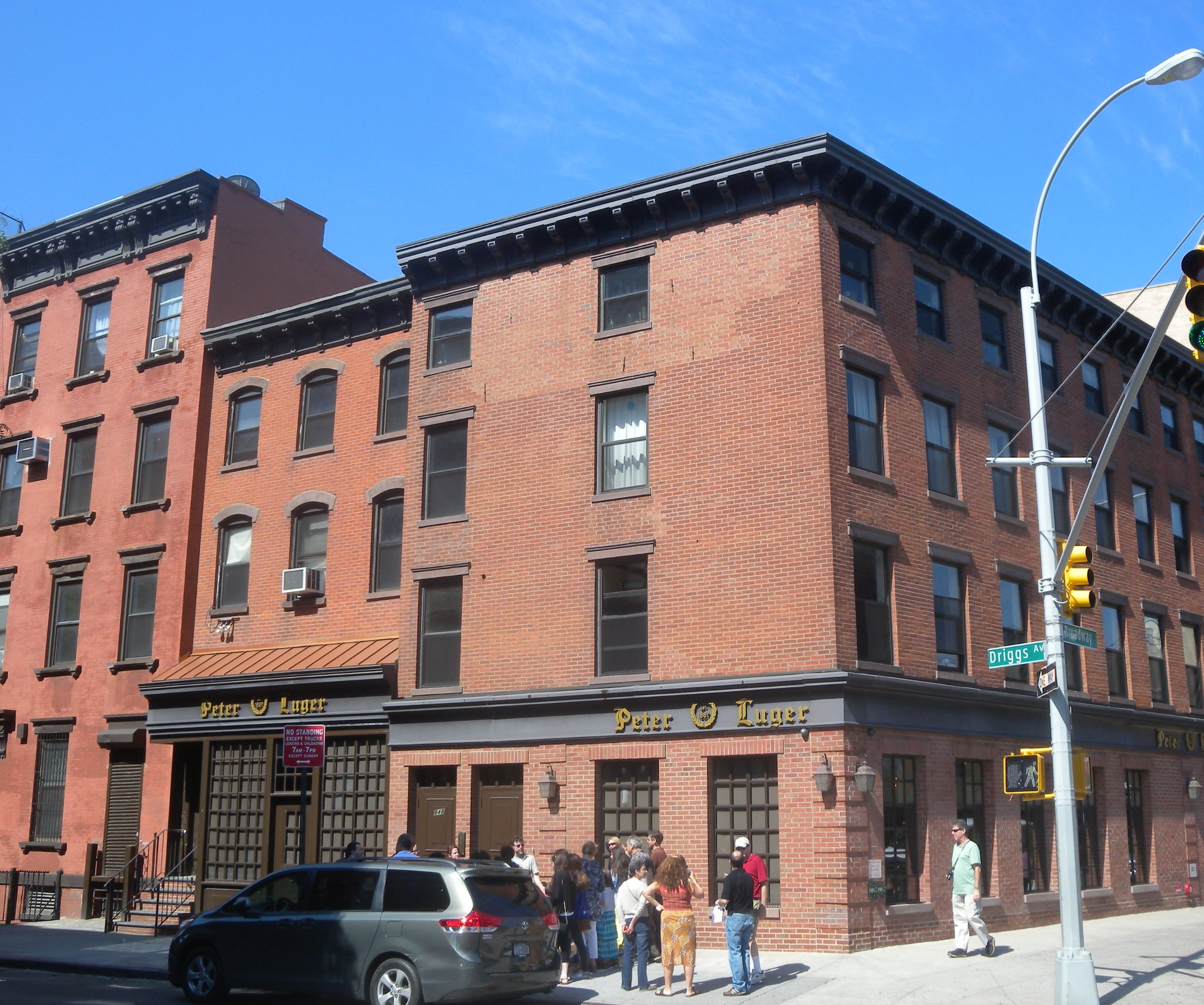
피터 루거 스테이크 하우스

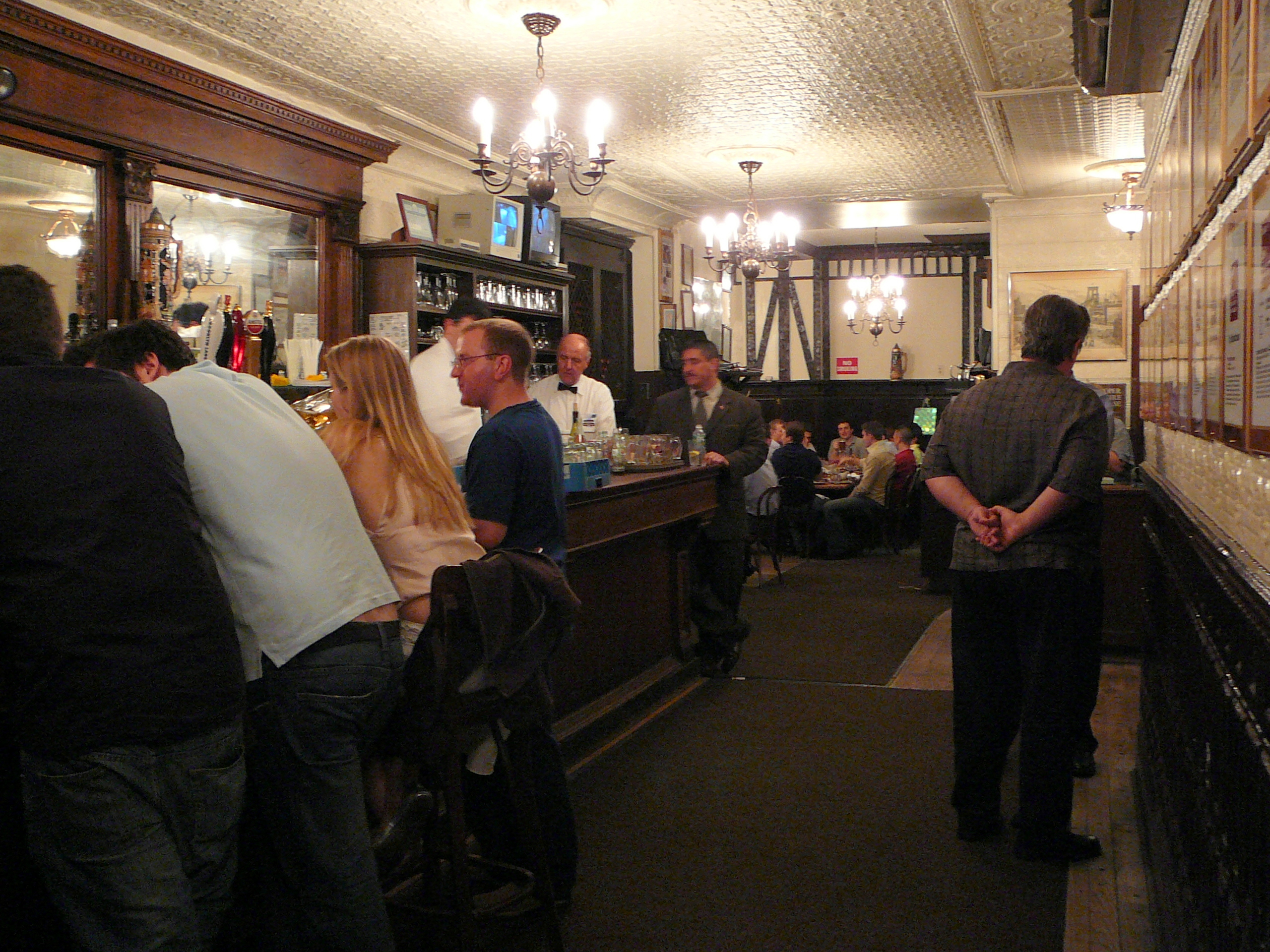
피터 루거 스테이크 하우스

피터 루커 스테이크 하우스(Peter Luger Steak House)는 브루클린 윌리엄스버그에 위치한 스테이크 하우스이다. 1887년 개업했으며, 저갯 서베이에서 28년동안 소개되고 있다.

## 같이 보기
- 스테이크하우스